# Ardices subocellatum
Ardices subocellatum là một loài bướm đêm thuộc phân họ Arctiinae, họ Erebidae.